# Carlos Rodríguez (kolarz)
Carlos Rodríguez Cano (ur. 2 lutego 2001 w Almuñécar) – hiszpański kolarz szosowy.

## Osiągnięcia
Opracowano na podstawie:

2018
- 1. miejsce w klasyfikacji młodzieżowej Tour de Gironde
  - 1. miejsce w klasyfikacji punktowej
  - 1. miejsce na 1. etapie
- 1. miejsce na etapie 2b Trophée Centre Morbihan
- 3. miejsce w mistrzostwach Europy juniorów (start wspólny)
- 1. miejsce w mistrzostwach Hiszpanii juniorów (jazda indywidualna na czas)

2019
- 1. miejsce w Gipuzkoa Klasika
- 1. miejsce w Tour de Gironde
  - 1. miejsce w klasyfikacji punktowej
  - 1. miejsce na etapie 1a
- 1. miejsce w mistrzostwach Hiszpanii juniorów (jazda indywidualna na czas)

2021
- 3. miejsce w mistrzostwach Hiszpanii (jazda indywidualna na czas)
- 2. miejsce w Tour de l’Avenir
  - 1. miejsce w klasyfikacji młodzieżowej
  - 1. miejsce w klasyfikacji górskiej
  - 1. miejsce na 9. etapie
- 1. miejsce na 3. etapie Tour of Britain (jazda drużynowa na czas)

2022
- 3. miejsce w Volta a la Comunitat Valenciana
- 1. miejsce na 5. etapie Vuelta al País Vasco
- 2. miejsce w Route du Sud
  - 1. miejsce w klasyfikacji młodzieżowej
- 1. miejsce w mistrzostwach Hiszpanii (start wspólny)
- 1. miejsce w klasyfikacji młodzieżowej Vuelta a Burgos

2023
- 1. miejsce w klasyfikacji młodzieżowej Critérium du Dauphiné
- 5. miejsce w Tour de France
  - 1. miejsce na 14. etapie

## Rankingi
| Rok             | 2020  | 2021 | 2022 | 2023 | 2024 |
| --------------- | ----- | ---- | ---- | ---- | ---- |
| World Ranking   | 1191. | 155. | 29.  | 39.  | 19.  |
| UCI Europe Tour | 919.  | 133. | 23.  | 34.  | 16.  |
|                 |       |      |      |      |      |
| Źródło: UCI     |       |      |      |      |      |